# 迪斯特爾河
51°54′41″N 9°07′40″E / 51.91148°N 9.12781°E
迪斯特爾河（德語：Diestelbach），是德國的河流，位於該國西部，流經北萊茵-威斯特法倫州，屬於埃默河的左支流，河道全長11.3公里，流域面積64.6平方公里。